# Enregistrement LOC
Un enregistrement LOC est un type d'enregistrement DNS permettant de donner des informations sur la position géographique (LOCation en anglais) dans la configuration d'une zone DNS. La position inclut la latitude, la longitude et l'altitude ainsi que la précision de la position indiquée.

## Format
L'enregistrement LOC a le format suivant:
```
<owner> <TTL> <class> LOC d1 [m1 [s1]] {"N"|"S"}  d2 [m2 [s2]] {"E"|"W"}
                          alt["m"] [siz["m"]     [hp["m"] [vp["m"]]]]
(The parentheses are used for multi-line data as specified in [RFC 1035] section 5.1.)
where: d1:     [0 .. 90]            (degrees latitude)
       d2:     [0 .. 180]           (degrees longitude)
       m1, m2: [0 .. 59]            (minutes latitude/longitude)
       s1, s2: [0 .. 59.999]        (seconds latitude/longitude)
       alt:    [-100000.00 .. 42849672.95] BY .01 (altitude in meters)
       siz, hp, vp: [0 .. 90000000.00] (size/precision in meters)

```